# Thomas Asbridge
Thomas Asbridge (ur. 16 kwietnia 1969) – brytyjski mediewista, wykładowca Uniwersytetu Londyńskiego.

## Wybrane publikacje
- The First Crusade: A New History (2004)
- The Crusades: The War for the Holy Land (2010)
- The Creation of the Principality of Antioch 1098-1130 (2011)

## Publikacje przetłumaczone na język polski
- Pierwsza krucjata. Nowe spojrzenie, przeł. Ewelina Jagła, Poznań: Dom Wydawniczy „Rebis” 2006 (wyd. 2 - 2014).
- Krucjaty. Wojna o Ziemię Świętą, Kraków: Astra 2015, ISBN 978-83-89981-59-2